# Trichothyriopsis alineum
Trichothyriopsis alineum är en svampart som beskrevs av Bat. 1951. Trichothyriopsis alineum ingår i släktet Trichothyriopsis och familjen Microthyriaceae.   Inga underarter finns listade i Catalogue of Life.